# Гранітний (станція)
Гранітний — проміжна залізнична станція Коростенської дирекції Південно-Західної залізниці на лінії Коростень — Звягель I між станціями Обвідний (14 км) та Омелянівка (6 км). 
Розташована біля села Березівка Коростенського району Житомирської області. Станція призначена для обслуговування «Омелянівського кар'єру».

## Історія
Станція виникла 1958 року, яку найкраще охарактеризує її назва: вона так чи інакше пов'язана з гранітом. Неподалік від неї розташоване Березівське родовище, де з 1950-х років видобувають гранітний щебінь. Спочатку на місці станції був роз'їзд Березівка, що відкрили 1915 року при будівництві дільниці Коростень — Шепетівка. Свою назву роз'їзд отримав від села Березівка, що розташоване неподалік, а село — завдяки великій кількості берез, які ростуть повсюди в Поліссі.
З розробкою гранітного родовища виникла потреба в повноцінній станції, тому у 1958 році на місці роз'їзду побудували станцію Гранітний. Того ж року звели невеликий вокзал, що нагадує букву «П». Будівля практично повністю позбавлена декору: з оздоблень є лише невеликий карниз, виконаний із цегли.
2006 року електрифікована разом із усією лінією Коростень — Звягель І.

## Пасажирське сполучення
На станції зупиняються приміські поїзди до станцій Коростень та Шепетівка.